# Fauquembergues Communal Cemetery
Fauquembergues Communal Cemetery is een begraafplaats gelegen in de Franse plaats Fauquembergues (Pas-de-Calais). De militaire graven worden onderhouden door de Commonwealth War Graves Commission.
De begraafplaats telt 2 geïdentificeerde Gemenebest graven uit de Eerste Wereldoorlog.